# Buona la prima!
Buona la prima! è un programma televisivo di Fatma Ruffini, prodotto da Grundy Italia e trasmesso da Italia 1 dal 2007 al 2009 e ancora nel 2017. I due attori principali sono il duo comico Ale e Franz. Il programma ha avuto nel 2019 un rifacimento su Rai 2 con i medesimi attori, dal titolo Improvviserai.

## Format
Basato sul format tedesco Schillerstraße trasmesso da Sat.1, che ha poi avuto successo anche in Francia col titolo Totale Impro, Buona la prima! è un programma abbastanza sui generis mescolando il teatro, lo show televisivo e il genere sitcom.
Gli attori in scena non hanno copione, conoscono il punto di partenza della storia ma ne devono poi improvvisare il seguito. A determinare il corso della trama vi è un suggeritore che comunica con gli attori in scena tramite auricolari: solo il personaggio interessato e gli spettatori a casa sentono il suggerimento, mentre il pubblico in sala lo può leggere su un maxischermo; gli altri attori devono invece essere bravi ad assecondare chi ha ricevuto il suggerimento, creando continuamente nuove gag comiche.
Ogni puntata ha una trama a sé stante, e solo quella principale resta la stessa: Franz è andato ad abitare nel loft di Ale, e i due sono così costretti a vivere insieme. Le puntate prevedono la partecipazione di un ospite a sorpresa che arriva all'improvviso in scena e interagisce con gli attori, guidato anche lui dai suggerimenti attraverso gli auricolari.
Nel corso degli anni, sono state apportate cicliche novità al format: nella seconda edizione viene introdotta la cosiddetta stanza del mistero, dove i protagonisti entrano e si ritrovano ogni volta in una situazione completamente estranea alla trama della puntata, mentre nella quarta le vicende sono ulteriormente movimentate da prove in esterna che i protagonisti devono superare, onde poter rientrare in teatro.
Il pezzo strumentale utilizzato come sigla di apertura e chiusura è ispirato al brano La Grange degli ZZ Top.

## Edizioni
Le prime tre edizioni di Buona la prima! vennero prodotte dal 2007 al 2009. Nel 2017, a otto anni di distanza, viene prodotta una quarta edizione.
| Edizione         | Puntate | Prima TV |
| ---------------- | ------- | -------- |
| Prima edizione   | 20      | 2007     |
| Seconda edizione | 17      | 2008     |
| Terza edizione   | 20      | 2009     |
| Quarta edizione  | 9       | 2017     |

## Personaggi e interpreti

### Personaggi principali
- Ale (edizione 1-4), interpretato da Alessandro Besentini.
È il proprietario dell'appartamento.
- Franz (edizione 1-4), interpretato da Francesco Villa.
È il coinquilino di Ale.

### Personaggi secondari
I due protagonisti sono affiancati in ogni puntata da altri attori comprimari con cui interagiscono, anche loro guidati dai suggerimenti via auricolari.
- Sandro (edizione 1-4), interpretato da Alessandro Betti.
È l'amico imprevedibile.
- Mimmo (edizione 1), interpretato da Giancarlo Kalabrugovic.
È il figlio della portinaia del condominio.
- Paolo (edizione 1), interpretato da Paolo Pierobon.
È l'amico di sempre.
- Lucilla (edizione 1), interpretata da Lucilla Agosti.
È la vicina di casa e amica.
- Laura (edizione 1), interpretata da Laura Barriales.
È la vicina di casa spagnola.
- Katia (edizione 2-4), interpretata da Katia Follesa.
È dapprima la colf, poi amica e vicina di casa.
- Antonio (edizione 2), interpretato da Antonio d'Ausilio.
È il vicino di casa napoletano.
- Giorgia (edizione 2), interpretata da Giorgia Palmas.
È la bella vicina di casa.
- Claudia (edizione 2), interpretata da Claudia Borroni.
È un'amica.
- Anna (edizione 3), interpretata da Anna Falchi.
È la cugina dell'amico Sandro.
- Enzo (edizione 4), interpretato da Enzo Paci.
È il vicino di casa.

Nella prima edizione è anche presente l'attore Nicola Stravalaci a cui è assegnato il particolare compito di interpretare un personaggio diverso per ogni puntata in cui appare: in L'equivoco è un notaio, in La caviglia slogata è un massaggiatore, in Quiz Show è un venditore porta a porta e in Debucisondeteibol è un mitomane convinto di essere un inglese.

### Il suggeritore
Lo svolgimento della trama di ogni puntata è affidato ogni volta a un suggeritore, un vip dello spettacolo italiano, che ha il compito di guidare le azioni degli attori in scena. Il suggeritore, seduto in mezzo al pubblico, si limita soltanto a spiegare ai protagonisti l'inizio della puntata, per poi comunicare con loro esclusivamente tramite auricolari, fornendo strambi e bizzarri suggerimenti a cui i protagonisti devono assolutamente attenersi.
Fra questi ci sono stati cantanti (Enrico Ruggeri, Giuliano Sangiorgi), giornalisti (Emilio Fede, Marco Mazzocchi, Pierluigi Pardo, Cristina Parodi, Sandro Piccinini, Lamberto Sposini), attori (Ambra Angiolini, Asia Argento, Diego Abatantuono, Massimo Boldi, Geppi Cucciari, Ricky Memphis, Francesco Pannofino), personaggi televisivi (Paola Barale, Silvia Toffanin, Cristina Chiabotto, Nicola Savino), disc jockey (Albertino, Linus, Paola Maugeri) e sportivi (Graziano Cesari).

### L'ospite a sorpresa
Nella maggior parte delle puntate partecipa anche un altro personaggio famoso, il cosiddetto ospite a sorpresa, che all'insaputa del cast si presenta improvvisamente in scena, guidato dai consigli del suggeritore, e interagisce con gli altri attori.
Fra questi ci sono stati sportivi (Marco Belinelli, i fratelli Mauro e Mirco Bergamasco, Martín Castrogiovanni, Jury Chechi, Giorgio Chiellini, Danilo Gallinari, Marco Materazzi, Antonio Rossi, Marco Simoncelli, Javier Zanetti), comici (Claudio Bisio, Leonardo Manera), showgirl (Elisabetta Canalis, Lorella Cuccarini, Magda Gomes, Michelle Hunziker, Juliana Moreira, Belén Rodríguez, Alena Šeredová), attrici (Ambra Angiolini) e conduttori televisivi (Gerry Scotti).